# Gran Premio di Monaco 2011
Il Gran Premio di Monaco 2011 è stata la sesta prova della stagione 2011 del campionato mondiale di Formula 1. Si è corsa domenica 29 maggio 2011 sul Circuito di Monte Carlo a Monte Carlo. La gara è stata vinta dal tedesco Sebastian Vettel su Red Bull Racing-Renault, al suo quindicesimo succedesso nel mondiale. Vettel ha preceduto sul traguardo lo spagnolo Fernando Alonso su Ferrari ed il britannico Jenson Button su McLaren-Mercedes.

## Vigilia

### Aspetti tecnici
La Pirelli, fornitore unico degli pneumatici, annuncia per questa gara gomme super-morbide e morbide.
Viene vietato l'utilizzo del DRS (il sistema per l'apertura dell'alettone posteriore) sotto il Tunnel, anche durante qualifiche e prove libere, mentre potrà essere utilizzato nell'area di sorpasso prevista sul rettilineo dei box. Inizialmente la decisione di non vietare l'utilizzo di tale dispositivo era stata fortemente criticata, per ragioni di sicurezza, da molti piloti tra cui Rubens Barrichello.
Il team manager della HRT, Colin Kolles, dichiara di essere pronto a inviare formale protesta, qualora la questione non venga decisa prima del gran premio, per l'utilizzo, da parte di molte scuderie, del soffiaggio degli scarichi anche ad acceleratore non premuto per ottenerne un vantaggio aerodinamico. Il problema era stato sollevato prima del Gran Premio di Spagna ma la FIA, decide inizialmente di vietare tale sistema, senza intervenire formalmente. Successivamente Kolles ha affermato di voler attendere la riunione del gruppo tecnico del 16 giugno.
Un incendio di un furgone, nei giorni precedenti la gara, posto all'altezza della Sainte Devote costringe gli organizzatori a riasfaltare parte del tracciato. Altre misure sono state implementate per migliorare la sicurezza del tracciato. Sono stati sigillati tutti i tombini per evitare che si ripeta l'incidente che coinvolse Rubens Barrichello nell'edizione del 2010 ed è stata creata una zona per la raccolta dei detriti, proprio nel punto dell'incidente.

### Aspetti sportivi
Il commissario aggiunto, nominato della FIA, è Allan McNish. Inizialmente era stato annunciato Alain Prost, ma poi la FIA ha confermato che si trattava di un errore.
Aldo Costa si dimette dall'incarico di Direttore Tecnico della Scuderia Ferrari; il posto di direttore dell'area telaistica viene preso da Pat Fry, mentre Corrado Lanzone cura il lato produttivo.
Daniel Ricciardo sostituisce Jaime Alguersuari alla STR-Ferrari nelle prime prove libere del giovedì.

## Prove

### Resoconto
Nelle prime prove libere il miglior tempo è fatto segnare da Sebastian Vettel, davanti a Fernando Alonso. L'altro pilota della RBR-Renault, Mark Webber, è costretto a saltare le prove per un guasto al cambio. Vitantonio Liuzzi, dell'HRT-Cosworth è andato a sbattere alla chicane mentre Michael Schumacher, della Mercedes GP, è finito nelle barriere alla Sainte Devote. Anche l'altro pilota dell'HRT, Narain Karthikeyan è uscito nella stessa curva, ma senza colpire le barriere.
Nella seconda sessione è stato il pilota della Ferrari Alonso a far segnare il tempo migliore, precedendo Lewis Hamilton. Dopo l'incidente della mattina, Liuzzi non ha potuto prendere parte alla sessione. Petrov ha colpito le barriere fuori dal Tunnel, facendo staccare l'alettone anteriore della sua Renault.
Il pilota iberico della Ferrari ha colto il miglior tempo anche nella terza sessione di prove libere. La sessione è stata caratterizzata da un incidente accorso a Nico Rosberg della Mercedes GP: subito fuori dal Tunnel la monoposto sbanda e colpisce le barriere sul lato destro della pista, prima di sfiorare, ormai senza controllo, quelle della Chicane. Un altro incidente è occorso a Vitantonio Liuzzi, che ha colpito le barriere alla Sainte Devote.

### Risultati
Nella prima sessione del giovedì si è avuta questa situazione:
| Pos | Nº | Pilota           | Costruttore | Tempo    | Gap    | Giri |
| --- | -- | ---------------- | ----------- | -------- | ------ | ---- |
| 1   | 1  | Sebastian Vettel | RBR-Renault | 1'16"619 |        | 25   |
| 2   | 5  | Fernando Alonso  | Ferrari     | 1'16"732 | +0"113 | 24   |
| 3   | 8  | Nico Rosberg     | Mercedes GP | 1'17"139 | +0"520 | 20   |

Nella seconda sessione del giovedì si è avuta questa situazione:
| Pos | Nº | Pilota          | Costruttore      | Tempo    | Gap    | Giri |
| --- | -- | --------------- | ---------------- | -------- | ------ | ---- |
| 1   | 5  | Fernando Alonso | Ferrari          | 1'15"123 |        | 42   |
| 2   | 3  | Lewis Hamilton  | McLaren-Mercedes | 1'15"228 | +0"105 | 33   |
| 3   | 8  | Nico Rosberg    | Mercedes GP      | 1'15"321 | +0"198 | 44   |

Nella sessione del sabato mattina si è avuta questa situazione:
| Pos | Nº | Pilota          | Costruttore      | Tempo    | Gap    | Giri |
| --- | -- | --------------- | ---------------- | -------- | ------ | ---- |
| 1   | 5  | Fernando Alonso | Ferrari          | 1'14"433 |        | 18   |
| 2   | 4  | Jenson Button   | McLaren-Mercedes | 1'14"996 | +0"563 | 17   |
| 3   | 6  | Felipe Massa    | Ferrari          | 1'15"024 | +0"563 | 19   |

## Qualifiche

### Resoconto
Narain Karthikeyan e Vitantonio Liuzzi non prendono parte alla Q1; il pilota indiano durante le ultime prove del sabato mattina è andato a sbattare alla Sainte Devote, Vitantonio ha colpito le barriere alla Chicane. Nico Rosberg, dopo aver perso il controllo della vettura all'uscita del Tunnel, riesce a prendere parte alle qualifiche.
Nei primi 20 minuti la migliore prestazione è segnata da Lewis Hamilton seguito da Button e Vettel. Vengono eliminate le due Virgin-Cosworth e le due Lotus-Renault, a sorpresa Alguersuari rallentato nel suo giro veloce da Kobayashi. In Q2 il pilota britannico si riconferma il più veloce e vengono eliminate le due Force India e le due Renault. Entra nella top ten Pastor Maldonado.
In Q3 il protagonista è Sergio Pérez, che come accaduto a Rosberg in mattinata, esce dal Tunnel con una traiettoria anomala e va a sbattere prima con le barriere e poi si schianta di traverso alla Chicane. Viene soccorso e portato in ospedale. A causa di ciò viene data bandiera rossa a due minuti dalla fine con Vettel che già ha effettuato la migliore prestazione come Button, Alonso e Webber, Hamilton senza tempo. Dopo che le qualifiche riprendono, i primi non si migliorano e Hamilton non riesce ad effettuare il suo giro cronometrato; verrà penalizzato sulla griglia per aver tagliato la curva alla Chicane.
Il pilota tedesco centra la sua quinta pole stagionale, 26ª per la Red Bull seguito in griglia da Button e dal suo compagno Webber, Alonso solo quarto dopo che aveva disputato delle buone prove libere facendo segnare tempi interessanti.

### Risultati
Nella sessione di qualifica si è avuta questa situazione:
| Pos                         | Nº | Pilota             | Costruttore          | Q1          | Q2       | Q3          | Griglia |
| --------------------------- | -- | ------------------ | -------------------- | ----------- | -------- | ----------- | ------- |
| 1                           | 1  | Sebastian Vettel   | RBR-Renault          | 1'15"606    | 1'14"277 | 1'13"556    | 1       |
| 2                           | 4  | Jenson Button      | McLaren-Mercedes     | 1'15"397    | 1'14"545 | 1'13"997    | 2       |
| 3                           | 2  | Mark Webber        | RBR-Renault          | 1'16"087    | 1'14"742 | 1'14"019    | 3       |
| 4                           | 5  | Fernando Alonso    | Ferrari              | 1'16"051    | 1'14"569 | 1'14"483    | 4       |
| 5                           | 7  | Michael Schumacher | Mercedes GP          | 1'16"092    | 1'14"981 | 1'14"682    | 5       |
| 6                           | 6  | Felipe Massa       | Ferrari              | 1'16"309    | 1'14"648 | 1'14"877    | 6       |
| 7                           | 8  | Nico Rosberg       | Mercedes GP          | 1'15"858    | 1'14"741 | 1'15"766    | 7       |
| 8                           | 12 | Pastor Maldonado   | Williams-Cosworth    | 1'15"819    | 1'15"545 | 1'16"528    | 8       |
| 9                           | 3  | Lewis Hamilton     | McLaren-Mercedes     | 1'15"207    | 1'14"275 | senza tempo | 9       |
| 10                          | 17 | Sergio Pérez       | Sauber-Ferrari       | 1'15"918    | 1'15"482 | senza tempo | NP      |
| 11                          | 10 | Vitalij Petrov     | Renault              | 1'16"378    | 1'15"815 | N.D.        | 10      |
| 12                          | 11 | Rubens Barrichello | Williams-Cosworth    | 1'16"616    | 1'15"826 | N.D.        | 11      |
| 13                          | 16 | Kamui Kobayashi    | Sauber-Ferrari       | 1'16"513    | 1'15"973 | N.D.        | 12      |
| 14                          | 15 | Paul di Resta      | Force India-Mercedes | 1'16"813    | 1'16"118 | N.D.        | 13      |
| 15                          | 14 | Adrian Sutil       | Force India-Mercedes | 1'16"600    | 1'16"121 | N.D.        | 14      |
| 16                          | 9  | Nick Heidfeld      | Renault              | 1'16"681    | 1'16"214 | N.D.        | 15      |
| 17                          | 18 | Sébastien Buemi    | STR-Ferrari          | 1'16"358    | 1'16"300 | N.D.        | 16      |
| 18                          | 20 | Heikki Kovalainen  | Lotus-Renault        | 1'17"343    | N.D.     | N.D.        | 17      |
| 19                          | 21 | Jarno Trulli       | Lotus-Renault        | 1'17"381    | N.D.     | N.D.        | 18      |
| 20                          | 19 | Jaime Alguersuari  | STR-Ferrari          | 1'17"820    | N.D.     | N.D.        | 19      |
| 21                          | 24 | Timo Glock         | Virgin-Cosworth      | 1'17"914    | N.D.     | N.D.        | 20      |
| 22                          | 25 | Jérôme d'Ambrosio  | Virgin-Cosworth      | 1'18"736    | N.D.     | N.D.        | 21      |
| Tempo limite 107%: 1'20"471 |    |                    |                      |             |          |             |         |
| NQ                          | 22 | Narain Karthikeyan | HRT-Cosworth         | senza tempo | N.D.     | N.D.        | 22      |
| NQ                          | 23 | Vitantonio Liuzzi  | HRT-Cosworth         | senza tempo | N.D.     | N.D.        | 23      |

Con i tempi in grassetto sono visualizzate le migliori prestazioni in Q1, Q2 e Q3.

## Gara

### Resoconto
In partenza Vettel riesce a mantenere la testa e si invola subito davanti a Button e Alonso, che riesce a precedere Webber. Rosberg riesce a superare Schumacher e Massa, anche grazie all'indecisione allo start del sette volte campione del mondo, il quale perde ben tre posizioni. Hamilton mantiene il nono posto, mettendosi dietro Schumacher, che però lo supera subito al tornantino della Vecchia Stazione (Mirabeau). I due si erano già toccati in partenza, ma con danni irrilevanti. Al decimo giro, complici le gomme posteriori di Schumacher in crisi, Hamilton passa la Mercedes del pilota tedesco alla curva di Sainte Devote; poco dopo, Barrichello compie la stessa manovra al tornante Mirabeau. Nel contempo, Massa è frenato da Rosberg, in crisi con le gomme; il brasiliano ha la meglio sul rivale al 15º giro.

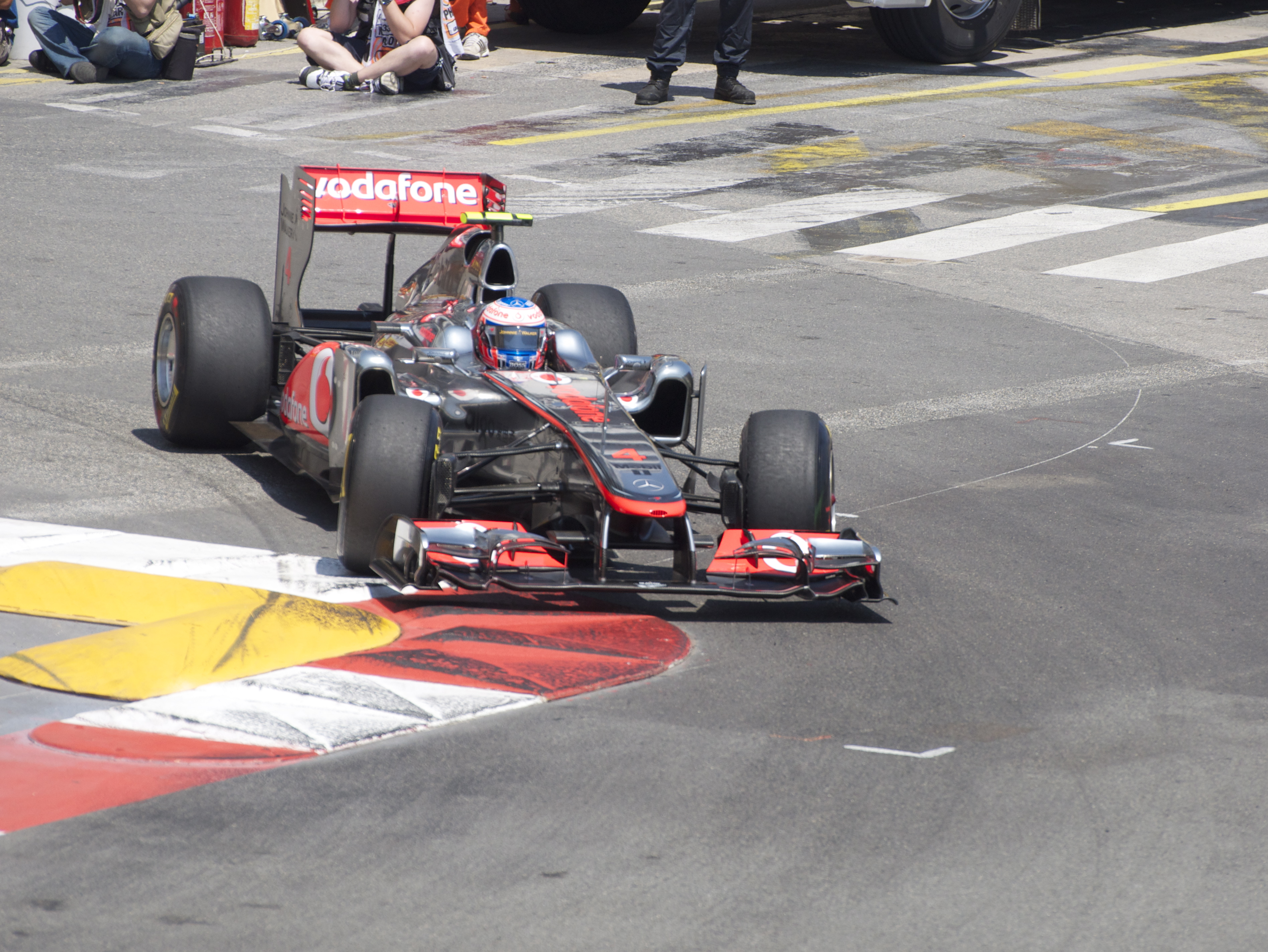
Jenson Button chiude terzo la gara di Montecarlo.

Poco dopo Button si ferma la prima volta e monta nuovamente le super-morbide, mentre Vettel entra ai box il giro successivo (17°), ma monta le morbide, così come Alonso; il vantaggio di 30” su Massa, consente ai tre di rimanere davanti con pista libera. Webber, al contrario, rientra immediatamente dopo il compagno, ma la sua sosta è piuttosto lenta e l'australiano rientra in pista piuttosto attardato in 14ª posizione. Button, passato in testa, comincia a guadagnare un buon margine sui rivali grazie alla differente scelta di pneumatici. I primi tre piloti sono seguiti a distanza da Massa e Maldonado, che continuano senza fermarsi.
Al 24º giro, Di Resta passa Alguersuari al Mirabeau, entrando tuttavia in contatto con il pilota spagnolo e danneggiando la propria vettura; i commissari puniscono la manovra con un drive-through. Al 23º giro anche Hamilton effettua il proprio pit stop, che però si prolunga per più tempo del previsto, facendolo scivolare in quindicesima posizione. Quattro tornate più tardi anche Massa rientra ai box, tornando in pista davanti al pilota della McLaren; i due ingaggiano un duello che si conclude al 33º passaggio, con Hamilton che prova un attacco al tornante del Loews ma finisce per colpire la vettura del brasiliano. Nel tunnel Hamilton affianca nuovamente il rivale, che tenta di resistere all'esterno ma va a sbattere contro le barriere.
La vettura di Massa si ferma in una posizione pericolosa e la direzione gara fa entrare in pista la safety car; nello stesso momento la vettura di Schumacher si ferma all'ingresso della corsia box per un problema tecnico. Button approfitta della neutralizzazione per fare il secondo cambio di gomme e rimonta le super-morbide, così come Alonso, manovra non imitata da Vettel; Sutil e Kobayashi, che non avevano ancora effettuato il pit stop, si avvantaggiano dell'interruzione, cambiando pneumatici e rientrando in pista rispettivamente in quarta e quinta posizione.
Alla ripresa, dopo due giri, Hamilton viene penalizzato con un drive through per l'incidente con Massa al tornantino e rientra al nono posto. In testa, Button tallona Vettel fino al 48º giro, quando il pilota inglese compie il terzo pit stop montando gomme morbide. Vettel, in pista con lo stesso treno di pneumatici dal diciassettesimo passaggio, comincia a perdere terreno nei confronti di Alonso, che al 58º giro riduce il distacco a meno di un secondo. Nel frattempo Button, favorito dalla maggior freschezza delle proprie gomme, recupera rapidamente sulla coppia di testa, raggiungendo Vettel e Alonso a sedici tornate dal termine. I tre hanno un vantaggio enorme sul resto del gruppo dove Sutil, in difficoltà con le gomme, cede a Kobayashi e Webber.
A nove tornate dal termine i tre piloti di testa si trovano a doppiare proprio il nutrito gruppo di vetture in lotta tra loro tra la sesta e la nona posizione: Sutil, sempre più in crisi, viene passato da Maldonado e sbatte contro le barriere, danneggiando lo pneumatico posteriore destro della sua monoposto. Petrov e Hamilton, che lo sta superando, rallentano per evitare la Force India che procede a velocità ridotta, ma Algersuari tampona violentemente il pilota della McLaren, causando una carambola che coinvolge anche Petrov. La direzione gara manda nuovamente in pista la safety car, ma il pilota russo, pur non avendo riportato conseguenze fisiche importanti, necessita di cure mediche e la gara viene quindi sospesa con la bandiera rossa al 72º giro.
Le vetture vengono schierate sulla griglia di partenza nell'ordine che occupavano fino a quel momento, con Vettel davanti ad Alonso, Button, Kobayashi, Webber, Maldonado e Hamilton. La vettura dell'inglese e quella di Sutil, danneggiate nei giri precedenti, possono essere riparate, mentre tutti i piloti possono montare pneumatici nuovi. La gara riparte dopo venticinque minuti dietro alla safety car, che si fa da parte dopo una tornata. Nei cinque giri seguenti Vettel mantiene il comando davanti ad Alonso e Button, vincendo la quinta gara su sei disputate. Webber ha la meglio su Kobayashi per il quarto posto al giro 77, mentre in precedenza, alla ripartenza, Hamilton e Maldonado erano venuti a contatto alla prima curva con il pilota della Williams è costretto al ritiro. A punti chiudono anche Heidfeld, Barrichello (che porta alla Williams i primi punti della stagione) e Buemi.

### Risultati
I risultati del gran premio sono i seguenti:
| Pos | Nº | Pilota             | Costruttore          | Giri | Tempo/Ritiro           | Griglia | Punti |
| --- | -- | ------------------ | -------------------- | ---- | ---------------------- | ------- | ----- |
| 1   | 1  | Sebastian Vettel   | RBR-Renault          | 78   | 2h09'38"373            | 1       | 25    |
| 2   | 5  | Fernando Alonso    | Ferrari              | 78   | +1"138                 | 4       | 18    |
| 3   | 4  | Jenson Button      | McLaren-Mercedes     | 78   | +2"378                 | 2       | 15    |
| 4   | 2  | Mark Webber        | RBR-Renault          | 78   | +23"101                | 3       | 12    |
| 5   | 16 | Kamui Kobayashi    | Sauber-Ferrari       | 78   | +26"916                | 12      | 10    |
| 6   | 3  | Lewis Hamilton     | McLaren-Mercedes     | 78   | +47"210                | 9       | 8     |
| 7   | 14 | Adrian Sutil       | Force India-Mercedes | 77   | +1 giro                | 14      | 6     |
| 8   | 9  | Nick Heidfeld      | Renault              | 77   | +1 giro                | 15      | 4     |
| 9   | 11 | Rubens Barrichello | Williams-Cosworth    | 77   | +1 giro                | 11      | 2     |
| 10  | 18 | Sébastien Buemi    | STR-Ferrari          | 77   | +1 giro                | 16      | 1     |
| 11  | 8  | Nico Rosberg       | Mercedes GP          | 76   | +2 giri                | 7       |       |
| 12  | 15 | Paul di Resta      | Force India-Mercedes | 76   | +2 giri                | 13      |       |
| 13  | 21 | Jarno Trulli       | Lotus-Renault        | 76   | +2 giri                | 18      |       |
| 14  | 20 | Heikki Kovalainen  | Lotus-Renault        | 76   | +2 giri                | 17      |       |
| 15  | 25 | Jérôme d'Ambrosio  | Virgin-Cosworth      | 75   | +3 giri                | 21      |       |
| 16  | 23 | Vitantonio Liuzzi  | HRT-Cosworth         | 75   | +3 giri                | 23      |       |
| 17  | 22 | Narain Karthikeyan | HRT-Cosworth         | 74   | +4 giri                | 22      |       |
| 18  | 12 | Pastor Maldonado   | Williams-Cosworth    | 73   | Incidente con Hamilton | 8       |       |
| Rit | 10 | Vitaly Petrov      | Renault              | 67   | Incidente              | 10      |       |
| Rit | 19 | Jaime Alguersuari  | STR-Ferrari          | 66   | Incidente              | 19      |       |
| Rit | 6  | Felipe Massa       | Ferrari              | 32   | Incidente              | 6       |       |
| Rit | 7  | Michael Schumacher | Mercedes GP          | 32   | Motore                 | 5       |       |
| Rit | 24 | Timo Glock         | Virgin-Cosworth      | 30   | Sospensione            | 20      |       |
| NP  | 17 | Sergio Pérez       | Sauber-Ferrari       |      | Incidente              |         |       |

## Classifiche Mondiali

### Piloti
| Pos | Pilota             | Punti |
| --- | ------------------ | ----- |
| 1   | Sebastian Vettel   | 143   |
| 2   | Lewis Hamilton     | 85    |
| 3   | Mark Webber        | 79    |
| 4   | Jenson Button      | 76    |
| 5   | Fernando Alonso    | 69    |
| 6   | Nick Heidfeld      | 29    |
| 7   | Nico Rosberg       | 26    |
| 8   | Felipe Massa       | 24    |
| 9   | Vitaly Petrov      | 21    |
| 10  | Kamui Kobayashi    | 19    |
| 11  | Michael Schumacher | 14    |
| 12  | Adrian Sutil       | 8     |
| 13  | Sébastien Buemi    | 7     |
| 14  | Rubens Barrichello | 2     |
| 15  | Sergio Pérez       | 2     |
| 16  | Paul di Resta      | 2     |

### Costruttori
| Pos | Team                 | Punti |
| --- | -------------------- | ----- |
| 1   | RBR-Renault          | 222   |
| 2   | McLaren-Mercedes     | 161   |
| 3   | Ferrari              | 93    |
| 4   | Renault              | 50    |
| 5   | Mercedes GP          | 40    |
| 6   | Sauber-Ferrari       | 21    |
| 7   | Force India-Mercedes | 10    |
| 8   | STR-Ferrari          | 7     |
| 9   | Williams-Cosworth    | 2     |

## Decisioni della FIA
Al termine della gara, Lewis Hamilton riceve una penalità di venti secondi sul tempo totale per la manovra irregorale compiuta nei confronti di Pastor Maldonado al settantatreesimo giro, mantenendo comunque la sua sesta posizione perché Adrian Sutil, settimo al traguardo, è il primo dei doppiati. A seguito di tale sanzione, Hamilton contesta pesantemente la FIA, salvo poi scusarsi in serata per le dichiarazioni rilasciate alla stampa.